# Кларій нільський
Кларій нільський (Clarias gariepinus) — вид риб з роду Кларій родини Кларієві ряду сомоподібних. Інші назви «північноафриканських сом», «йорданський кларій», «мармуровий сом».

## Опис
Це досить великий сом, сягає довжини до 1,7 м при вазі 60 кг. Середня довжина становить 1-1,5 м, він сперечається з Heterobranchus longifilis за звання найбільшого сома Африки. Голова велика масивна, пласка, кістяна. Рот широкий, витягнутий до очей. Також має великі допоміжні органи дихання, що складаються з модифікованих зябрових дуг. Спеціальні дослідження показали, що надзябровий орган містить тільки повітря і найбільш ефективний при вологості повітря 81 %. Обидва органи — зябра, і «легені» — необхідні для життєдіяльності, але надзябровий орган важливіше. Тулуб вугроподібний. Грудні плавці мають шипи.
Забарвлення спини синювато-чорне або темно-сіре, черево — біле.

## Спосіб життя
Зустрічається в прісноводних озерах та болотах, гирлах річок, в самих річках і зрошувальних каналах, ставках. Здатен видавати гучні звуки на кшталт квакання. Активний вночі. Живиться різними безхребетними, рибою, дрібними тваринами, водоплавними птахами, падлом.
Віддає перевагу температурі води від 20 °C до 30 °C, переносять зниження температури до 8°С, терпимий до невеликого рівня солоності. Коли води Нілу спадають і канали висихають, сом буває змушений повертатися в русло річки. Інколи повертається суходолом, за допомогою змієподібних вигинів тіла. Повне припинення дихання зябрами призводить до смерті через 14—47 год. Якщо йому перепинити доступ до поверхні води, він гине вже через 9—25 год., а без води і повітря гине за кілька хвилин. Найкраще почувається, коли концентрація розчиненого у воді кисню перевищує 4,3 мг/л та існує доступ до поверхні. Якщо умови в водоймі не відповідають цим вимогам, він відповзає до іншого.

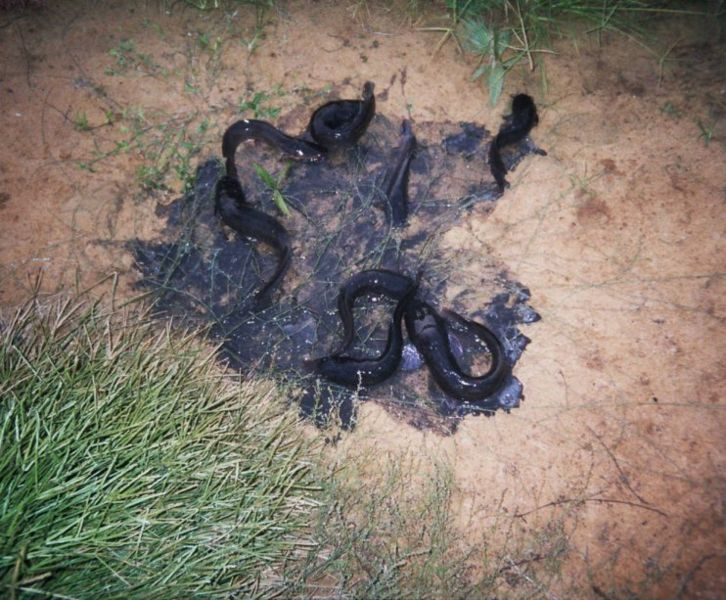
Молодь

Нерест відбувається переважно вночі на мілині, затоплених районах річок озер і струмків. Залицянню передує дуже агресивні сутички між самцями. Залицяння і спаровування відбувається на мілині між ізольованими парами самців і самок. Самець лежить в U-подібній формі, зігнутої навколо голови самиці. Запліднення ікри відбувається у декілька етапів. Інкубаційний період триває 48-72 години (в залежності від температури води), з'являються маленькі личинки, що згодом перетворюються на мальків. Вони швидко зростають.
Це доволі витривала риба, добре переносить несприятливі умови, добре розмножується у неволі. Це призвело до промислового вирощування нільського кларія, який може давати 6-16 т на рік, світове виробництво щорічно становить більше 90 тис. т. Виведено гібриди нільського кларія з Heterobranchus longifilis.

## Розповсюдження
Батьківщиною є Північно-Східна Африка та Близький Схід, з давніх-давен вид відомий в річках Ніл та Йордан. Спочатку він був інтродукований в Центральній та Західній Африці, згодом — у прісноводних водоймах Бразилії, В'єтнаму, Індонезії, Східного Тимору, Індії, Туреччини, Нідерландів, Німеччини, України. Нідерландська компанія Fleuren & Nooijen з річним обсягом виробництва 2 млн молоді є постачальником для рибних господарств Ізраїлю, Нігерії, України та Коста-Рики.